# Clematis microphylla
Clematis microphylla es una especie de planta de la familia de las ranunculáceas. Es originaria de Australia.

## Descripción
Es una planta con hojas compuestas, de vez en cuando con algunas hojas enteras, largos los últimos foliolos o lóbulos por lo general > 20 mm de largo y por lo general > 3 mm de ancho; los foliolos son oblongos, estrecho-ovados u obovados, de vez en cuando, de 6-50 mm de largo, y 1-13 mm de ancho,  los márgenes obtusos a veces con 1 o 2 lóbulos basales, pero que carecen de dientes. Las flores con los sépalos de color blanco crema. Anteras que carecen de un apéndice apical. Los frutos son aquenios con los márgenes marcadamente engrosados, generalmente pilosos, los pelos a veces poco visible.

## Distribución y hábitat
Se encuentra en Australia en los estados de Nueva Gales del Sur y Queensland.

## Taxonomía
Clematis microphylla fue descrita por Augustin Pyrame de Candolle y publicado en Regni Vegetabilis Systema Naturale 1:147, en el año 1818.
Etimología
Clematis: nombre genérico que proviene del griego klɛmətis. (klématis) "planta que trepa".
microphylla: epíteto latino que significa "con hojas pequeñas".
Sinonimia
- Clematis hexapetala subsp. microphylla (DC.) Kuntze
- Clematis microphylla f. stenosepala Domin
- Clematis occidentalis A.Cunn. ex Hook.
- Clematis stenophylla Fraser ex Hook.[5]
- Clematis linearifolia Steud.[6]